# Contabilidade geracional
A contabilidade geracional é um método de medir os encargos fiscais enfrentados pelas crianças de hoje e de amanhã. O trabalho individual e em coautoria de Laurence Kotlikoff sobre a relatividade da linguagem fiscal demonstra que as medidas fiscais convencionais, incluindo o déficit do governo, não são bem definidas do ponto de vista da teoria econômica.  Em vez disso, sua medição reflete convenções de rotulação fiscal economicamente arbitrárias.  "O problema da rotulagem econômica", como Kotlikoff o chama, levou a interpretações erradas das posições fiscais de diferentes países, começando pelos Estados Unidos, que têm uma relação dívida / PIB relativamente pequena, mas está, possivelmente, em pior situação fiscal. forma do que qualquer país desenvolvido.  A identificação de Kotlikoff do problema da rotulagem econômica, começando com seu artigo de Deficit Delusion de 1984 em The Public Interest, o levou a pressionar pela contabilidade geracional, um termo que ele cunhou e que fornece o título para seu livro de 1993, Generational Accounting.

## História
Em 199, Kotlikoff, juntamente com Alan Auerbach e Jagadeesh Gokhale, produziu o primeiro conjunto de contas geracionais para os Estados Unidos. Seu estudo demonstrou uma grande lacuna fiscal que separa os compromissos de gastos futuros do governo e seus meios de pagar por esses compromissos, pressagiando aumentos dramáticos nos encargos tributários líquidos vitalícios enfrentados pelas gerações jovens e futuras. A contabilização contábil e fiscal geracional gerada por Auerbach, Gokhale e Kotlikoff tornou-se um meio cada vez mais padronizado de avaliar a sustentabilidade da política fiscal e como os diferentes países pretendem tratar suas próximas gerações. A recente contabilidade geracional do FMI e a contabilidade fiscal de gap de Kotlikoff confirmam os problemas fiscais de longo prazo realmente severos que os EUA enfrentam.
A contabilidade geracional considera quanto é provável que cada geração de adultos, por pessoa, pague em impostos futuros, líquidos de pagamentos de transferências, pelo resto de suas vidas. Agregar esses pagamentos de impostos líquidos remanescentes ao longo da vida dos adultos e subtraí-los do déficit fiscal revela o quanto as crianças de hoje e de amanhã devem pagar para resolver a lacuna fiscal do país se os adultos atuais não pagarem mais, na rede. Essa carga residual que as crianças de hoje e de amanhã enfrentam é atribuída a elas proporcionalmente aos níveis projetados de renda vitalícia do trabalho. Ou seja, se espera-se que cada geração sucessiva de crianças, em média, tenha um nível 1% maior de assalariados vitalícios, a contabilidade geracional atribui a sucessivos pagamentos de impostos vitalícios por gerações que são 1% mais altos.
Nem a contabilidade fiscal nem a contabilidade geracional são medidas perfeitas de sustentabilidade fiscal.  Nenhuma sofre de problema de rotulagem grave em economia.  Mas ambos levantam a espinhosa questão de como descontar impostos e transferências futuras quando eles são incertos. O Relatório dos Curadores da Previdência Social, na Tabela IVB6, fornece uma análise do gap fiscal de horizonte infinito a cada ano para o Sistema de Seguridade Social por si só, na qual os atuários usam uma taxa de desconto real de 3%. O tamanho do déficit fiscal pode ser sensível à escolha da taxa de desconto. Mas também é o tamanho do valor presente do PIB futuro em relação ao qual ele é comparado. Portanto, a relação entre o déficit fiscal e o valor presente do PIB é muito menos sensível à escolha da taxa de desconto. É essa relação que determina qual ajuste é necessário para eliminar o déficit fiscal.  No caso dos EUA, o déficit fiscal é agora de 12% do valor presente do PIB, sugerindo que um ajuste fiscal imediato e permanente igual a 12% do PIB seria necessário para eliminar o déficit fiscal.

## Crítica
O gap fiscal e a contabilidade geracional têm seus críticos. Alguns analistas acreditam que o governo não enfrenta nenhum orçamento intertemporal, que é a base da lacuna fiscal e das estruturas contábeis geracionais. Eles acreditam que o governo pode cumprir suas obrigações reduzindo os impostos e elevando os gastos para estimular a economia o suficiente para que o aumento endógeno dos impostos pague mais do que a perda inicial nas receitas líquidas. Outros críticos acreditam que a contabilidade geracional é baseada em argumentos especiosos e um mal-entendido fundamental da dívida do governo. Uma vez que essa crítica da contabilidade geracional foi publicada em 2009.